# Biopsja fuzyjna gruczołu krokowego

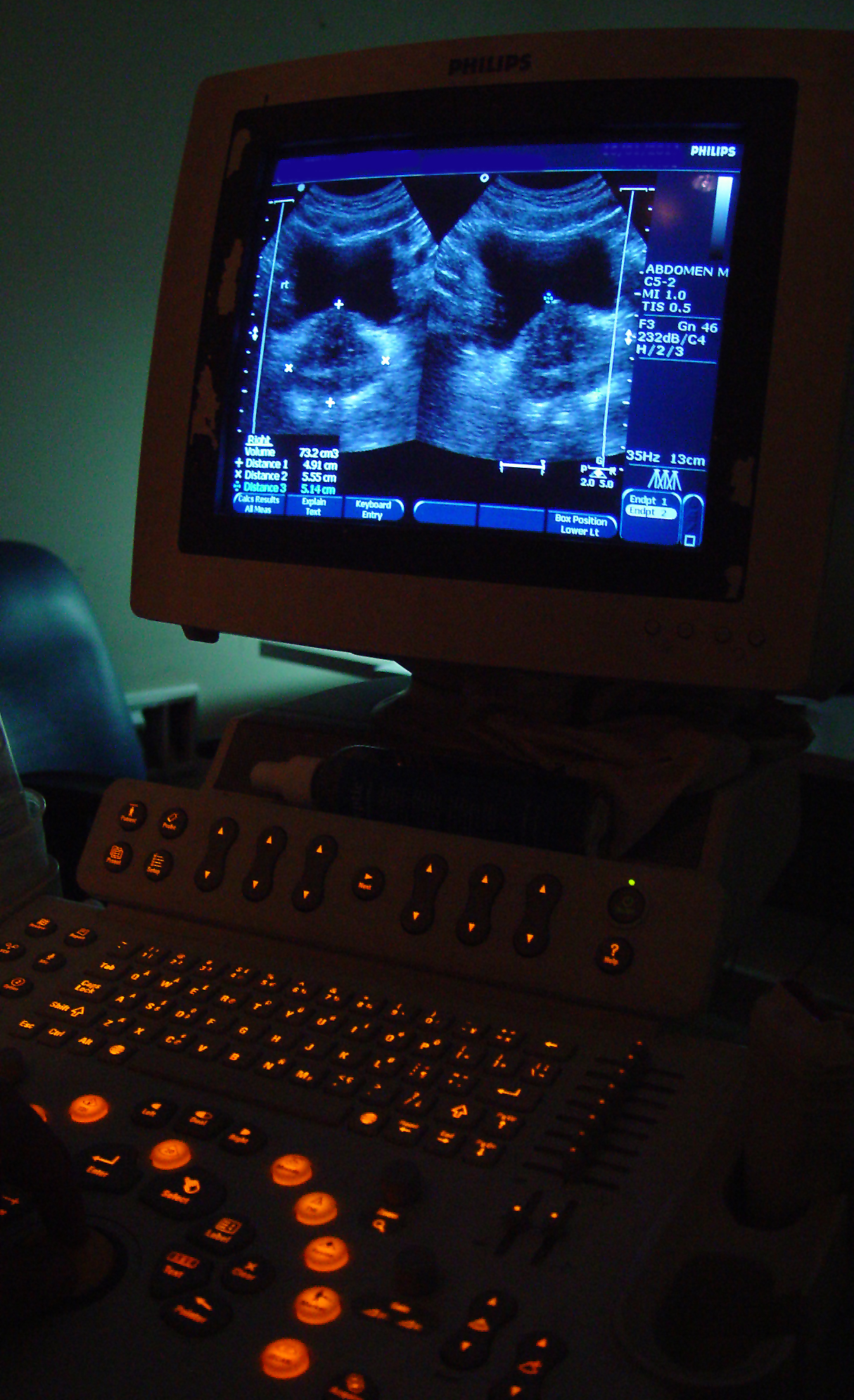
Pęcherz moczowy (czarny, kształtem podobny do motyla) i prostata

Biopsja fuzyjna gruczołu krokowego – stosowana w diagnostyce raka gruczołu krokowego wykonywana pod kontrolą ultrasonografii przezodbytniczej (TRUS, od ang. transrectal ultrasound) biopsja celowana ognisk oznaczonych jako podejrzane w wykonanym przed zabiegiem obrazowaniu prostaty metodą rezonansu magnetycznego.
Badanie rezonansem magnetycznym jest metodą bardziej czułą w wykrywaniu w obrębie prostaty podejrzanych ognisk niż ultrasonografia przezodbytnicza, więc zastosowanie rezonansu w kierunkowaniu biopsji powinno zwiększać wykrywalność niewielkich zmian nowotworowych mogących pozostać niewykrytymi w tak zwanej ślepej biopsji. Wyróżnia się trzy techniki biopsji pod kontrolą RM: w pierwszej wykonuje się ją pod bezpośrednią kontrolą RM w obrębie cewki doodbytniczej, w drugiej operator w trakcie biopsji pod kontrolą TRUS celuje w obszar oznaczony w RM jako podejrzany, a w trzeciej metodzie odpowiednie oprogramowanie pozwala połączyć aktualnie obserwowany obraz z TRUS z zapisanym już obrazem z RM i biopsja jest prowadzona pod kontrolą rekonstrukcji obrazu powstającego w wyniku fuzji obu metod.
Wprowadzenie wieloparametrycznego rezonansu magnetycznego (mpRM) do diagnostyki gruczołu krokowego i standaryzacja tego badania dzięki zastosowaniu skali PI-RADS (Prostate Imaging-Reporting and Data System) charakteryzuje się sięgającą 80% czułością w wykrywaniu istotnych ognisk raka gruczołu krokowego. Ponadto na podstawie oceny PI-RADS można z dużym prawdopodobieństwem określić stopień złośliwości nowotworu.